# I Am a Bird Now
Albums de Antony and the Johnsons
Antony and the Johnsons
(1998) The Crying Light
(2008)
I Am a Bird Now est le second album du groupe Antony and the Johnsons, sorti en 2005.
Le titre de l'album signifie « Je suis un oiseau désormais » et fait notamment référence à la dernière chanson de l'album, « Bird Guhl » (oiseau-fille).
Il a été nommé pour le Mercury Music Prize le 19 juillet 2005 qu'il remporta le 6 septembre. L'album passa ensuite de la 135e à là 16e place du classement britannique en seulement une semaine, la progression la plus fulgurante dans l'histoire du Mercury Music Prize. La semaine suivante il se classa 5e.
On retrouve sur l'album Rufus Wainwright ("What Can I Do?"), Devendra Banhart, Boy George et Lou Reed. La photographie de la jaquette a été prise par Peter Hujar et représente à la Warhol superstar Candy Darling sur son lit de mort.

## Liste des titres
Les chansons ont toutes été écrites et produites par Antony Hegarty.
1. "Hope There's Someone" – 4:21
2. "My Lady Story" – 3:33
3. "For Today I Am a Boy." – 2:36
4. "Man Is the Baby" – 4:09
5. "You Are My Sister" – 3:59
6. "What Can I Do?" – 1:40
7. "Fistful of Love" – 5:52
8. "Spiralling" – 4:25
9. "Free at Last" – 1:36
10. "Bird Guhl" – 3:14

## Personnel
- Devendra Banhart – Guitare ("You are My Sister), Chant ("Spiralling")
- Steve Bernstein – Cor d'harmonie
- Boy George – Chant ("You are My Sister")
- Todd Cohen – Batterie
- Jason Hart – Piano ("What Can I Do?")
- Antony Hegarty – Orgue, piano, chant
- Julia Kent – Violoncelle
- Jeff Longston – Basse
- Maxim Moston – Violon
- Lou Reed – Guitare et chant ("Fistful of Love")
- Paul Shapiro – Cor d'harmonie
- Doug Wieselman – Saxophone
- Rufus Wainwright – Chant("What Can I Do?")
- Joan Wasser – Alto